# دونالد واشنطن سينيور
دونالد واشنطن سينيور (بالإنجليزية: Donald Washington, Sr.)‏ هو عازف جاز أمريكي، ولد في 1930، وتوفي في 1 ديسمبر 2009 بسبب سرطان الرئة.

## وصلات خارجية
- دونالد واشنطن سينيور على موقع ميوزك برينز (الإنجليزية)